# Mus pahari
Mus pahari é uma espécie de roedor da família Muridae.
Pode ser encontrada nos seguintes países: China, Índia, Laos, Myanmar, Tailândia e Vietname.